# Valle del Fragoso
El Valle del Fragoso (en gallego, Val do Fragoso) es una de las zonas de expansión urbana de Vigo, entre las parroquias de Lavadores y Valladares.

## Historia
En otra parte fue una tierra de labriegos, popular por su tasa de nacimientos llegando a tener más población que la propia ciudad de Vigo durante la Edad Media y la Edad Moderna, principalmente por la población marinera.
- Datos: Q12401632